# Dawna

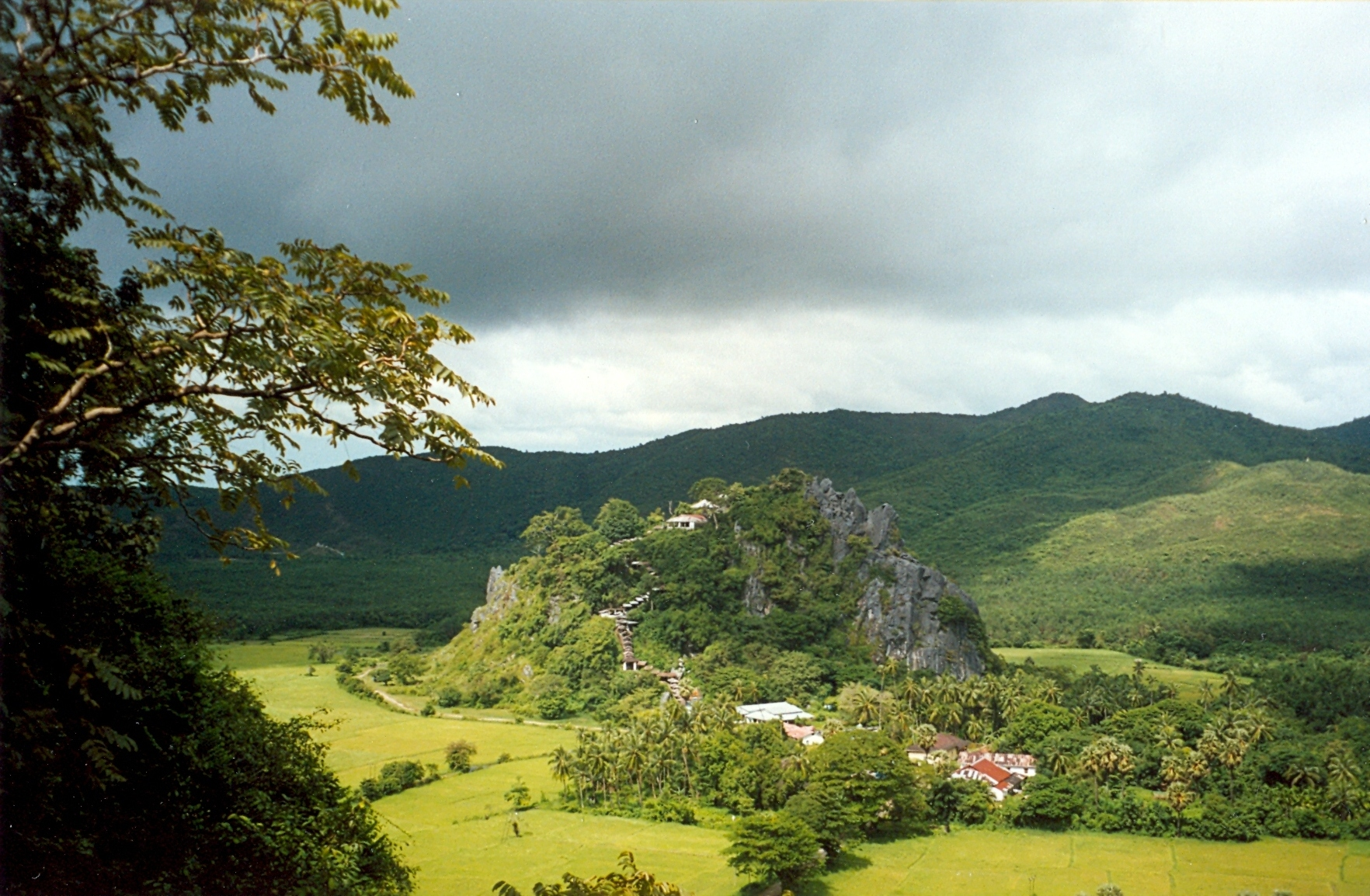
Relleu calcari a l'estat Mon

Les muntanyes de Dawna (tailandès ทิวเขาดอยมอนกุจู), són una serralada muntanyosa que forma la part oriental de l'estat Mon. La muntanya més alta de la serralada és el Mela Taung, un pic ultraprominent de 2.080 m; un altre pic important n'és el Mulayit Taung (1.705 metres). La serra s'estén de nord a sud des de l'altiplà Shan fins a les muntanyes de Tenasserim per 320 km entre Birmània i Tailàndia. Divideix, entre d'altres, les aigües dels rius Haungtharaw i Hlaing-bhwe de les del Thaung-iin. La zona està coberta de vegetació permanent amb fusta valuosa.

## Història
El 1944 i 1945, aquesta zona muntanyosa fou la base des de la qual els karens de Bo Mya van lluitar contra els japonesos al costat dels britànics.